# Denis Delaplace
Pour les articles homonymes, voir Delaplace.
Denis Delaplace (1953-), docteur en sciences du langage (linguistique du français), a été maître de conférences à l’université de Reims Champagne-Ardenne (site de Charleville-Mézières). Il est l'auteur d'une quarantaine de travaux sur le lexique expressif des usages familier, populaire et argotique du français, ainsi que sur l’histoire du jargon et de l’argot et de leurs recueils lexicographiques.

## Champ de recherche et apports principaux
Son apport principal réside à la fois dans une remise à plat des jalons principaux de la tradition des dictionnaires d'argot (argotographie) et dans un changement de perspective qui, relativisant le mythe de l'argot comme langue secrète des malfaiteurs, privilégie la fonction expressive des unités lexicales argotographiées en les rattachant aux ressources du langage populaire et, plus largement, de la langue.
Ce travail a commencé en 2004 par une étude approfondie du dictionnaire français-argot, L'argot au XXe siècle, signé par Aristide Bruant, mais rédigé principalement par Léon de Bercy entre 1901 et 1905, qui a débouché en 2009 sur une nouvelle édition inversée et raisonnée.
À partir de 2007, il publie des éditions critiques annotées et commentées de nombreuses œuvres : Vie généreuse de Pechon de Ruby (2007), Jargon ou Langage de l'Argot reformé d'Ollivier Chereau (2008), Soliloques du Pauvre de Jehan Rictus (2009), Dictionnaire d'argot et des locutions populaires de Jean La Rue (2010), Complainte des Argotiers (2012, d'après une édition troyenne anonyme de 1630 d'un livret repris à Paris la même année sous le titre Response et Complainte au grand Coësre, sur le jargon de l'Argot réformé, transcrit Responce et complaincte dans une réédition de 1831), ou encore les vingt-trois premiers numéros du Père Peinard, hebdomadaire anarchiste d'Émile Pouget (2016).
Il a fait paraître en 2011 un ouvrage consacré aux Coquillards de Dijon et à leur jargon (Le Jargon des Coquillars à Dijon au milieu du XVe siècle), dans lequel il invite à une révision des descriptions de ce jargon et de la « légende » de François Villon.
Parue en 2013, son étude L'article "Argot" au fil des dictionnaires depuis le XVIIe siècle s'efforce, dans un parcours chronologique jalonné des principales étapes de la description du mot argot dans les dictionnaires, de reconstituer comment se sont construites et transmises les représentations dans ce domaine, puis de proposer quelques pistes pour une approche renouvelée de ce qui se joue sous la polysémie du terme.
Publié en 2014, L'argot dans Le Vice puni, ou Cartouche de Grandval montre comment Nicolas Racot de Grandval, l'auteur de ce long poème héroïcomique de 1725 branché sur l'actualité de son époque (« hauts faits », arrestation et exécution de Cartouche et des membres de sa bande), truffé de réminiscences littéraires, égayé d'une chanson argotique d'opérette, parsemé d'une quarantaine d'argotismes mais suivi d'un double dictionnaire argot-français et français-argot, s'est amusé à concocter un jargon majoritairement fantaisiste en complétant, avec des termes empruntés à différentes sources littéraires ou documentaires ou forgés par lui-même, le lexique déjà peu sérieux d'une édition très infidèle, vers 1700, du facétieux Jargon ou Langage de l'Argot réformé (1629-1630) d'Ollivier Chereau.
En 2019, le chercheur s'est engagé dans une étude approfondie de l'œuvre lexicographique et argotographique (1858-1889) de Lorédan Larchey (1831-1902), étape incontournable de la lexicographie de l'argot et de la langue française du dix-neuvième siècle. Dans ce cadre, il a publié un premier ouvrage de mise au point et de description bibliographiques, Lorédan Larchey, une jolie collection de dictionnaires d'argot (1858-1889), puis un second, Largonji et loucherbem au siècle de Lorédan Larchey, qui montre comment le lexicographe a contribué à l’identification du procédé appelé largonji ou louchébem et participé à sa description, au point d'avoir fortement alimenté les études linguistiques et les dictionnaires d’argot dans ce domaine.
En 2020, paraît chez Classiques Garnier son édition scientifique commentée et annotée des Lettres argotiques de Bibi Chopin, ensemble de chroniques rédigées sur l’actualité de la fin du XIXe siècle par Léon de Bercy, chansonnier montmartrois, et publiées en parler populaire et argotique parisien dans la revue satirique La Lanterne de Bruant (1897-1899).
À partir de 2021, il consacre une série d'ouvrages critiques argotologiques et argotographiques à La Chanson des gueux de Jean Richepin, œuvre poétique qui constitue une étape importante dans l'histoire de l'argot ; c'est ainsi qu'il publie une bibliographie des nombreuses éditions du recueil parues jusqu'à nos jours, suivie de plusieurs études sur l'argot dans les ballades richepiniennes à la façon de Villon et dans les sonnets bigornes des éditions de 1876 et de 1881.

## Publications

### Ouvrages
- 150 ans d'éditions de la Chanson des Gueux, Kindle-Amazon, 2022, 108 p.
- Apocope, argot et lexique : approche morphoénonciative des procédés de déformation [« Thèse de doctorat »], Université de Lille III, 1998, 430 p. (ISBN 978-2-7295-9060-4).
- L’Argot au XXe siècle : Édition inversée et raisonnée du dictionnaire français-argot (1901 et 1905) d’Aristide Bruant et Léon de Bercy, Paris, Classiques Garnier, coll. « Classiques de l'argot et du jargon », 2009, 1523 p.
- L'argot dans Le Vice puni, ou Cartouche de Grandval, Paris, Classiques Garnier, 2014, 365 p.
- Argotismes et régionalismes : des rencontres à méditer, contribution à la « Journée des Dictionnaires » à l'université de Cergy-Pontoise, 20 mars 2002.
- L'Argot selon Casciani : Représentations de l’argot au XIXe siècle, Paris, Classiques Garnier, coll. « Classiques de l'argot et du jargon », 2009, 187 p.
- L'article Argot au fil des dictionnaires depuis le XVIIe siècle, Paris, Classiques Garnier, 2013, 313 p.
- Ballades à la façon de Villon dans la Chanson des Gueux de Richepin, par Denis Delaplace, e-book Kindle-Amazon, 2022, 132 p.
- Bruant et l'argotographie française : « L'argot au XXe siècle », 1901, Paris, Honoré Champion, coll. « Lexica » (no 13), 2004, 305 p., 23 cm (ISBN 2-7453-1016-X, ISSN 1279-8207, BNF 39145351).
- La Chanson des Gueux de Jean Richepin, première édition de 1876 avant la censure, avec cinq annexes, par Denis Delaplace, e-book Kindle-Amazon, 2020, 570 p.
- La Complainte des Argotiers, Paris, Classiques Garnier, 2012, 231 p.
- Deux sonnets bigornes de Jean Richepin en argot classique (1876-1881), par Denis Delaplace, e-book Kindle-Amazon, 2021, 463 p. [Intégré en 2024 à L'argot dans les sonnets bigornes de la Chanson des Gueux de Jean Richepin .]
- Dictionnaire d'argot et des locutions populaires : Version raisonnée et commentée du dictionnaire de Jean La Rue à partir des éditions de 1894 et du début du vingtième siècle, Paris, Classiques Garnier, 2010, 521 p.
- Le Jargon des Coquillars à Dijon au milieu du XVe siècle selon Marcel Schwob (1892), Paris, Classiques Garnier, 2011, 405 p.
- Le Jargon ou Langage de l'Argot réformé d'Ollivier Chereau (édition de 1630 à Lyon), e-book Kindle-Amazon, 2020, 243 p.
- Le Jargon ou Langage de l’Argot reformé d'Ollivier Chereau, édition critique annotée et commentée des éditions lyonnaises de 1630, 1632 et 1634 avec des documents complémentaires et un dictionnaire-glossaire du jargon du livret par Denis Delaplace, Paris, éditions Honoré Champion, 2008, 598 p.
- Largonji et loucherbem au siècle de Lorédan Larchey, e-book Kindle-Amazon, 2019, 180 p.
- Lettres argotiques de Bibi Chopin (dans La Lanterne de Bruant, 1897-1899), de Léon de Bercy, édition commentée et annotée par Denis Delaplace, Paris, Classiques Garnier, 2020, 275 p.
- Lorédan Larchey, une jolie collection de dictionnaires d'argot (1858-1889), e-book Kindle-Amazon, 2019, 154 p.
- Le Père Peinard d'Émile Pouget (tome I, février-juillet 1889, n° 1 à 23), édition critique annotée du texte intégral des 23 premiers numéros par Denis Delaplace, Paris, Classiques Garnier, 2016, 404 p.
- Les Soliloques du Pauvre, édition critique avec dictionnaire-glossaire à partir des éditions originales de 1897 et de 1903 du recueil de poèmes de Jehan Rictus, Paris, Éditions Classiques Garnier, 2009, 345 p.
- La Vie genereuse des Mercelots, Gueuz et Boesmiens [...] de Pechon de Ruby, édition critique annotée et commentée de l’édition lyonnaise de 1596 avec des documents complémentaires et un dictionnaire-glossaire du jargon du livret par Denis Delaplace, Paris, éditions Honoré Champion, 2007, 320 p.
- La Vie genereuse des Matthois, Gueux, Boesmiens & Cagous de Pechon de Ruby (édition de 1603 à Paris), e-book Kindle-Amazon, 2020, 231 p.

### Articles
- « Parano, perpèt(t)e, polar(d), redingue et situasse ou comment l’apocope parvient à certaines de ses fins », dans La morphologie des dérivés évaluatifs : actes du colloque de Toulouse, 29-30 avril 1999, coll. « Silexicales » (no 2), 1999, p. 49-58.
- « Notes pour l'étude linguistique du vocabulaire dit familier », Cahiers de lexicologie, CNRS, no 76,‎ 2000, p. 111-131 (ISSN 0007-9871).
- « Les mots des groupes dans les recueils d’argot », Langage et société, Maison des sciences de l’homme, no 92,‎ 2000, p. 5-24 (ISSN 0181-4095 et 2101-0382, DOI 10.3917/ls.092.0005, résumé, lire en ligne).
- « Bibliographie des recueils d’argot : quelques problèmes à élucider », Marges linguistiques, no 6 « Argots, « français populaires » et langues populaires »,‎ novembre 2003, p. 93-102 (ISSN 1626-3162, lire en ligne [revue numérique]).
- « Aspects morphologiques de la substitution par déformation avec apocope », dans La formation des mots : horizons actuels, Villeneuve d'Ascq, Presses universitaires du Septentrion, coll. « Lexique » (no 16), 2004, 271 p., graph., couv. ill. ; 24 cm (ISBN 2-85939-844-9, ISSN 0756-7138, BNF 39278967), p. 125-158.
- « Le Vocabulaire de la langue verte d’Hector France », dans François Gaudin, Le monde perdu de Maurice Lachâtre : actes du colloque des 16 et 17 septembre 2003 à l’Université de Rouen, Paris, Honoré Champion, 2006, p. 187-200.
- « L’origine facétieuse des dictionnaires d’argot », Lexique et Lexicographie, no 19,‎ 2008, p. 141-149.
- « Le suffixe –ard dans le Trésor de la langue française », dans Bernard Fradin, La raison morphologique : Hommage à la mémoire de Danielle Corbin, Amsterdam/Philadelphie, John Benjamins Publishing Company, coll. « Linguisticae Investigationes Supplementa » (no 27), 2008, p. 39-54.
- « Argotismes et régionalismes : Des rencontres à méditer », Lexique et Lexicographie, no 20,‎ 2009, p. 157-167.
- « Ce Dictionnaire d’argot que n’a pas écrit Jules Vallès », Autour de Vallès. Revue de lectures et d’études vallésiennes, Société des Amis de Jules Vallès, no 39,‎ 2009, p. 214-216 (lire en ligne).
- « Ce Dictionnaire d’argot que n’a décidément pas pu écrire Jules Vallès », Autour de Vallès. Revue de lectures et d’études vallésiennes, Société des Amis de Jules Vallès, no 40,‎ 2010, p. 170-173 (lire en ligne).
- (2011) :  « Conclusion amendée de L'argot selon Casciani », in L'argotologie française en Russie, Université d'État de Smolensk, p.306-312.